# Hylophilus
Vite-vite é o nome vulgar dado à maioria das espécies de aves classificadas no género Hylophilus da família Vireonidae.

## Espécies
| Nome Binomial e Autor                            | Nome Comum                   |
| ------------------------------------------------ | ---------------------------- |
| Hylophilus amaurocephalus (Nordmann, 1835)       | Vite-vite-de-olho-cinza      |
| Hylophilus aurantiifrons (Lawrence, 1862)        |                              |
| Hylophilus brunneiceps (Sclater, 1866)           | Vite-vite-de-cabeça-marrom   |
| Hylophilus decurtatus (Bonaparte, 1838)          |                              |
| Hylophilus flavipes (Lafresnaye, 1845)           |                              |
| Hylophilus hypoxanthus Pelzeln, 1868             | Vite-vite-de-barriga-amarela |
| Hylophilus muscicapinus (Sclater & Salvin, 1873) | Vite-vite-camurça            |
| Hylophilus ochraceiceps (Sclater, 1859)          | Vite-vite-uirapuru           |
| Hylophilus olivaceus (Tschudi, 1844)             |                              |
| Hylophilus pectoralis (Sclater, 1866)            | Vite-vite-de-cabeça-cinza    |
| Hylophilus poicilotis (Temminck, 1822)           | Verdinho-coroado             |
| Hylophilus sclateri (Salvin & Godman, 1883)      | Vite-vite-do-tepui           |
| Hylophilus semibrunneus (Lafresnaye, 1845)       |                              |
| Hylophilus semicinereus (Sclater & Salvin, 1867) | Verdinho-da-várzea           |
| Hylophilus thoracicus (Temminck, 1822)           | Vite-vite-de-peito-amarelo   |